# Paul Pauli

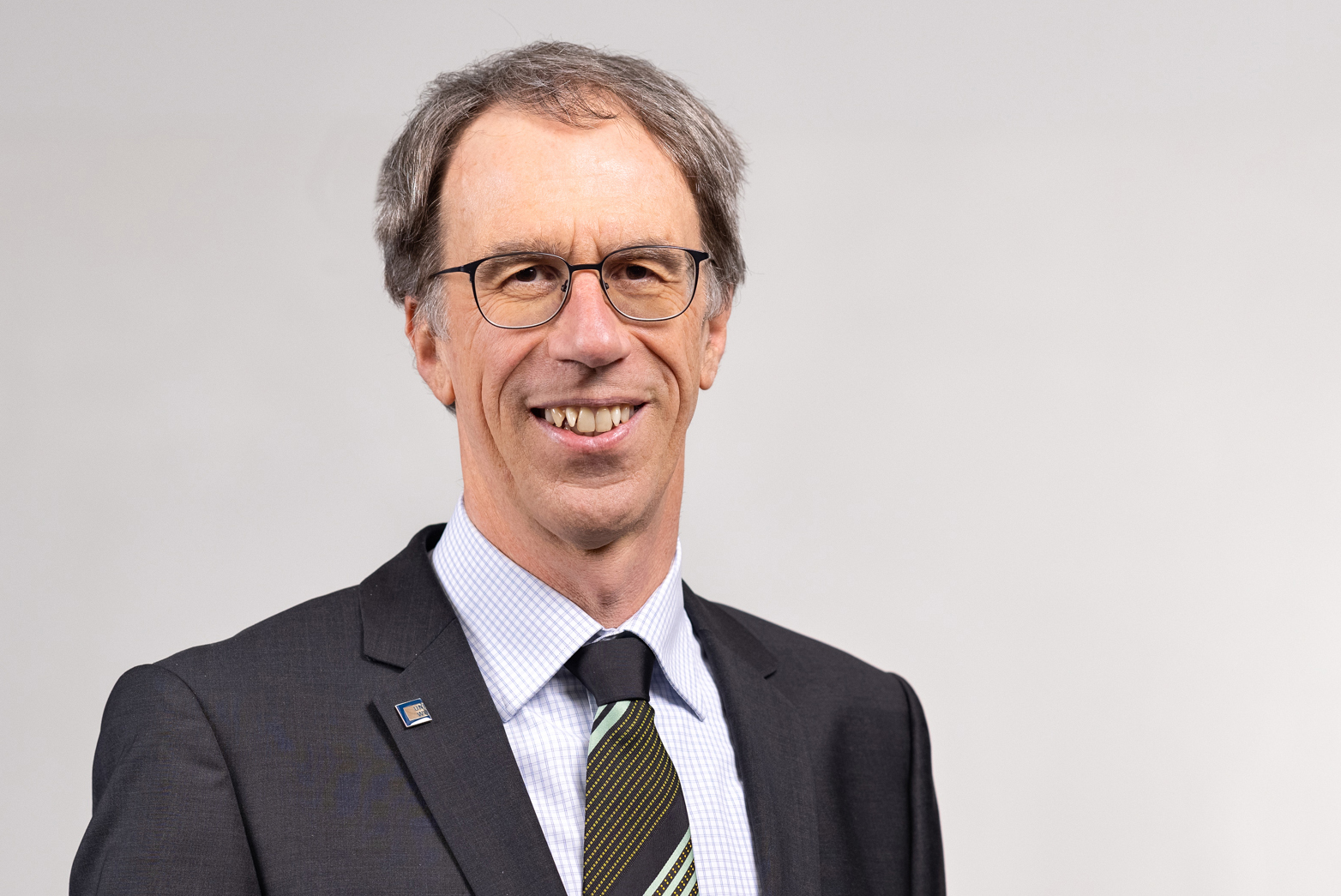
Paul Pauli (2021)

Paul Pauli (* 1960 in Lovrin, Banat) ist ein deutscher Psychologe. Er hat den Lehrstuhl für Psychologie mit den Denominationen Biologische Psychologie, Klinische Psychologie und Psychotherapie an der Julius-Maximilians-Universität Würzburg inne. Seit 2021 ist er Präsident der Universität.

## Werdegang
Paul Pauli wuchs ab 1964 in Biberach an der Riß auf und erwarb 1979 am Wieland-Gymnasium die Allgemeine Hochschulreife. Von 1979 bis 1985 studierte er an der Eberhard-Karls-Universität Tübingen Psychologie und schloss 1986 mit Diplom ab. Anschließend war er wissenschaftlicher Mitarbeiter am Max-Planck-Institut für Psychiatrie in München. In dieser Zeit fertigte er seine Dissertation zum Zusammenhang von Angst und Herzaktivität an, die im Jahr 1991 zur Promotion führte. Von 1992 bis 1998 war er wissenschaftlicher Assistent bei Niels Birbaumer am Institut für Medizinische Psychologie der Universität Tübingen, wo er sich 1997 habilitierte. Nach Tätigkeiten als Oberassistent in Tübingen und als Professor in Southampton wurde er im Jahr 2001 auf den Lehrstuhl für Psychologie I der Universität Würzburg berufen. In den Folgejahren lehnte er Angebote der Universitäten Nijmegen, Gießen und Bonn ab. Am 1. April 2021 trat er das Amt des Universitätspräsidenten an.

## Forschung
Zu seinen Hauptarbeitsgebieten gehören die Bereiche Angststörungen, Schmerzen und Suchtverhalten. Dabei erforschte er unter anderem die Wirkung von Wahrnehmung und Angst auf Blutdruck und Herzrhythmus, die Möglichkeiten von Virtual Reality in der Angsttherapie („Biocyberpsychologie“), den Einfluss subjektiver Einstellungen zum Rauchen auf physiologische Prozesse bei Rauchern oder die Entstehung und Deutung von Gesichtsausdrücken. Paul Pauli war Sprecher des Graduiertenkollegs „Verarbeitung emotional relevanter Reize: Von den molekularen Grundlagen zur Empfindung“ (2006–2015) der Deutschen Forschungsgemeinschaft. Darüber hinaus leitete er ein Projekt zur Kontextkonditionierung in virtueller Realität, das von 2008 bis 2020 als Teil des transregionalen Sonderforschungsbereichs „Furcht, Angst, Angsterkrankungen“ (SFB-TRR58) durchgeführt wurde. Seit 1994 schloss er eine Vielzahl von Forschungsvorhaben ab, die mit Sachbeihilfen der DFG gefördert wurden.

## Präsidentschaft
Der Universitätsrat hat Paul Pauli am 12. Oktober 2020 für sechs Jahre zum Präsidenten gewählt. Er ist damit nach Theodor Berchem, Axel Haase und Alfred Forchel der vierte Präsident der Würzburger Hochschule seit der Hochschulreform 1975 und stammt, wie seine Vorgänger, aus dem Lehrkörper der Universität. Eines seiner Ziele ist die Stärkung interdisziplinärer Zusammenarbeit. Hier verfügt Pauli als Vertreter der Psychologie, die geistes- und naturwissenschaftliche Anteile vereint, nach eigener Aussage über zahlreiche Erfahrungen. Wichtig ist Pauli außerdem der Austausch zwischen Menschen auf verschiedenen Ebenen der Universität, für den er das Format „Meet the President“ etablieren möchte. An jedem ersten Dienstag im Monat erscheint ein „Präsidenten-Podcast“, in dem Pauli über aktuelle Themen der Universität spricht. Als strategische Ziele sieht er den Erhalt und Ausbau der Exzellenz in der Forschung, deren Verknüpfung mit der Lehre und der Förderung wissenschaftlichen Nachwuchses sowie die Erhöhung des Frauenanteils im Professorium. Das von ihm zusammengestellte Präsidium ist paritätisch mit Frauen und Männern besetzt. Gewissermaßen als Leitbild seiner Präsidentschaft hebt er den Teamgedanken hervor:

„Das Wir-Gefühl der Universität durch eine Universitätskultur von Vertrauen, Wertschätzung und konstruktiver Kommunikation stärken, sodass wir zukünftige Herausforderungen gemeinsam, im Team, erfolgreich meistern können.“

## Funktionen (Auswahl)
- 2003–2004: Studiendekan der Philosophischen Fakultät III
- 2004–2007: Dekan der Philosophischen Fakultät III
- 2006–2008: Präsident der Deutschen Gesellschaft für Psychophysiologie und ihre Anwendung (DGPA) e.V.
- 2010: Gründungsmitglied der European Society for Affective and Cognitive Neuroscience (ESCAN), Präsident von 2014 bis 2016
- seit 2007: Kooptiertes Mitglied der Medizinischen Fakultät der Universität Würzburg
- seit 2009: Vertrauensdozent der Deutschen Forschungsgemeinschaft (DFG) an der Universität Würzburg[2]
- seit 2021: Präsident der Julius-Maximilians-Universität Würzburg

## Veröffentlichungen (Auswahl)
- Ein psychophysiologisches Modell der Herzphobie. Empirische Bestätigung für einen Circulus-vitiosus-Prozess zwischen kardialer Wahrnehmung, Angst und kardialer Aktivität. Roderer, Regensburg 1990, ISBN 3-89073-491-X. (Dissertation)
- mit Harald Rau: Medizinische Psychologie, medizinische Soziologie systematisch. 2. Auflage. UNI-MED-Verlag, Bremen u. a. 2004, ISBN 978-3-89599-163-9. (Zuerst erschienen 1995)
- als Herausgeber: Biopsychologie der Angst und Angststörungen (= Themenheft Psychologische Rundschau. Heft 3). Hogrefe, Göttingen 2006.
- als Herausgeber mit Martin Hautzinger: Psychotherapeutische Methoden (= Enzyklopädie der Psychologie, Methodologie und Methoden, Psychologische Interventionsmethoden). Hogrefe, Göttingen u. a. 2009, ISBN 978-3-8017-1513-7.
- mit Matthias J. Wieser, Tobias Flaisch: Raised middle-finger. Electrocortical correlates of social conditioning with nonverbal affective gestures. In: PLoS One. Nr. 9(7), 2014, doi:10.1371/journal.pone.0102937.
- mit Lea Boecker, Katja U. Likowski, Peter Weyers: The face of schadenfreude. Differentiation of joy and schadenfreude by electromyography. In: Cognition and Emotion. Nr. 29(6), 2014, doi:10.1080/02699931.2014.966063.
- mit Bastian Lange: Social anxiety changes the way we move – a social approach-avoidance task in a virtual reality CAVE system. In: Plos One. Nr. 14(12), 2019, doi: 10.1371/journal.pone.0226805.
- als Herausgeber und Übersetzer aus dem Amerikanischen: Biopsychologie. 10., aktualisierte und erweiterte Auflage. Pearson, Hallbergmoos 2019, ISBN 978-3-86894-343-6.